# 社會異化
社會異化（英語：Social alienation）是「在個體間或個體與社群或工作環境間，低程度的社會關係和共同價值以及高程度的距離感和社會孤立所反映出的社會關係狀態」。此社會學概念是由數名古典和當代的理論家發展而來，並受到多方面的學術引用，可以參照一人的心理狀態（主觀地）或一類社會關係（客觀地）。

## 历史
“异化”（alienation）一词的含义多种多样，有时甚至是矛盾的。英语的alienation一词有社会学上的“人与人的疏离”一义与法律、政治意义上的“所有权的转让、让渡”一义，实际上是同一词汇的不同引申，汉语中一般只将前者译作“异化”。德语中，这两个概念分别是Entfremdung和Entäußerung，如马克思所写“Entfremdung（人与人的异化）......构成了这种Entäußerung（转让、让渡）的真实利益”。本文将只简单介绍后者的沿革。
古代，“异化”可能指一种形而上学意义，即达到更高的默观、狂喜（ecstasy）或联合的境界——从积极意义上说，与有限的存在相疏离（异化），这类用法可追溯至普罗提诺等新柏拉图主义哲学家（原文为希腊语alloiosis）。宗教中一直以来也有同上帝与信徒相分离、隔绝的概念，这是消极的异化。《新约圣经》提到希腊语中的apallotrioomai，即“被疏远（异化）”。异化还能指同黄金时代的隔阂，或人的堕落，或不同文化、宗教中近似等同的概念。所谓诺斯底主义广泛体现了异化的积极与消极意义。
古罗马以来，异化还有特别的法律-政治意义：财产的让渡（alienate）是指将所有权移交给他人。“alienation”这一术语本身来自拉丁语alienus，意为“他处或他人的”，派生自alius“其他”。古希腊-罗马时医生会用“异化”指意识的受扰、非正常状态，一般归因于生理失衡。拉丁语alienatio mentis （即“精神错乱”）的用法肇始自阿斯克莱皮亚德斯。17世纪重新翻译了这些作品后，Felix Platter为首的医生们也重新起用了这些术语。
中世纪，异化与社会秩序的关系得到描述，两者以神秘主义与西方修行制度为桥梁。十字军东征与猎巫行动被描述为大规模异化的一种形式。
17世纪，胡果·格老秀斯提出了一种早期的社会契约理论：每个人都拥有自己的“最高主权”（sovereign authority），但他们可以将这一天然权利让渡给共同利益。18世纪，弗朗西斯·哈奇森在法律意义上引入了可让渡权利与不可让渡权利的区别。让-雅克·卢梭对此有影响深远的论述。
文学上的“异化”（alienation）发端于德国浪漫主义。19世纪初，黑格尔推广了信义宗与唯心主义的异化哲学。黑格尔的“异化”既可以指心理状态也可以指客观过程，总之他认为，自我是历史与社会的产物，通过所感知的客观世界与自身相疏离（异化），但当世界被视作自我意识的另一方面时，又可以通过对共同利益的自我牺牲实现去异化（de-alienate）。

### 马克思
马克思早年加入了青年黑格尔派，与费尔巴哈类似地摒弃了精神基础、将黑格尔辩证法改编为历史唯物主义。马克思的异化论在《1844年经济学哲学手稿》与《德意志意识形态》（1846）中有清晰阐述。青年马克思更经常、更直接地论述异化问题，有人认为这是意识形态上的断裂（ideological break），也有人认为这一概念仍然是核心概念。结构马克思主义者普遍认为，异化概念已经从哲学-人类学（马克思主义人文主义）概念（如自我的内异化）过渡为结构-历史解释（如通过劳动占有的外异化），术语也从单纯的异化变为劳工剥削、商品拜物教与物化。科斯塔斯·阿克塞洛斯将马克思的异化分为4类：经济与社会的异化、政治的异化、人的异化、意识形态的异化。
异化最普遍的用法，是指经济与社会的异化：工人与其生产的产品、生产的原因脱离。马克思认为，异化是资本主义的系统性结果：从根本上说，资本主义存在人剥削人的现象，劳动分工造成了经济层级。这种异化理论基于他的观察：在资本主义下新兴的工业生产中，工人无法掌控自己的工作，从而不可避地失去了对生活与自我的控制。除资产阶级希望工人实现的方式外，工人从未在重要意义上成为自主的、自我实现的人。他的理论基于费尔巴哈《基督教的本质》（1841），后者认为上帝的观念异化了人的特性。麦克斯·施蒂纳在《唯一者及其所有物》（1844）中进一步分析，宣称即使是“人性”，对个体也是一种异化的理想，马克思和恩格斯在《德意志意识形态》（1845）中对此有回应。资本主义社会的异化是因为每个人在劳动中都为共同财富做出贡献，但只能通过非公有、而是私有的生产系统表达这一基本社会方面。这样的生产系统中，每个个体的存在都是作为工具，而非真实的社会存在。
科斯塔斯·阿克塞洛斯总结：在马克思看来，资本主义中“工作使人成为自己与产品的外人”；“这种自我异化的弊端意味着，工人不是肯定自己而是否定自己，不是感到满足而是感到不快……工人只感到自己在工作之外，在工作中感觉在自身之外……其异化特征清楚地表现在，只要没有肉体或其他方面的限制，工作就会像瘟疫一样被避开。”马克思还写道，通过无休止竞争、剥削他人与维持社会的大规模异化，资本家也会从经济机器中获益，从而减缩地体验到异化。
“政治异化”具体是指“政治是组织经济生产力的形式”，异化方式是“扭曲了经济发展的逻辑”。
个体通过“人的异化”在生活中同自身疏远，“在生存中失去自身的实在。”马克思关注人性的两个所谓“历史条件”方面：其一，衣食住等的基本生存需要；其二，基本生存需要满足后，人们会产生更多需求并去努力满足。因此，人类会陷入无止境的欲望中，使彼此异化、成为陌生人。
关于“意识形态异化”，阿克塞洛斯提出，马克思认为所有宗教都会使人们远离“真幸福”、追求“虚幸福”。

### 19世纪晚期到20世纪
19世纪末、20世纪初，很多社会学家都在关注现代化造成的异化。德国社会学家格奥尔格·齐美尔和斐迪南·滕尼斯对个体化与城市化有重要研究，齐美尔的《货币哲学》（The Philosophy of Money，1900）描述了人际关系如何被金钱变得间接；滕尼斯的《共同体与社会》（Gemeinschaft and Gesellschaft，1887）描述了家庭等主要人际关系消亡、让位给目标导向的次要人际关系。对于个体的社会存在，异化可以指社会整体对单独社会成员的个体性无反应；个体的独特需求无法反映于集体决策。
美国社会学家赖特·米尔斯在《白领：美国的中产阶级》（1951）中对现代社会的异化进行了重要研究，描述了现代消费资本主义如何塑造一个要在工作之外卖掉人格的社会。梅尔文·西曼的论文《论异化的意义》（1959）从社会心理学角度界定了大众社会背景下的“异化/疏离”心理特征，成为20世纪中期异化研究热潮的一部分。西曼利用马克思、埃米尔·涂尔干等人的见解，构建了一个认识异化5个突出特征的模型：无权利、无意义、无规范、孤立与自我疏离。西曼后来补上了第六个要素“文化疏离”，不过在后来的讨论中并不突出。
在更一般的哲学语境中，特别是存在主义与现象学中，“异化”是说人这一存在（或说心智、意识）同世界缺乏关系。意识（作为感知的主体）视周遭为感知的客体，由此与世界分隔开来，而非生活其中。这一思想始自19世纪索伦·奥比·克尔凯郭尔的著作。克尔凯郭尔从基督徒视角，将异化诠释为与上帝的分离，并研究了个人面临人生抉择时的情绪与感觉。克尔凯郭尔关于焦虑、绝望与个体重要性的观念，影响了很多20世纪哲学家（无论宗教）与神学家。马丁·海德格尔的焦虑与死亡观念即来自克尔凯郭尔，后者阐述我们同真理的主观关系的重要性、在死亡面前的存在、存在的暂时性及激情地肯定我们在世界上的存在的重要性，海德格尔对此深有感触。让-保罗·萨特描述的“自在之物”是无限的、溢出的，并称任何试图描述或理解自在之物的尝试都是“反思意识”。由于前反思意识无法纳入反思意识，萨特人为所有反思都注定是一种焦虑（即“人的境况”）。萨特还认为，人试图获得关于“他者”（非自身的存在或物件）的知识时，他们的自我认知会产生一种“自虐欲”，从而受到限制。话剧《密室》（1944）的台词“地狱即他人”隐喻了这一点。
在20世纪初的精神分析学领域，异化概念的明确描述不是西格蒙德·弗洛伊德做出，而是之后的其他分析学家。异化理论关于意识与潜意识、假设的精神装置的不同部分、个人与文明之间的分隔与对抗。异化理论假设了正常与失常状态下的心理防卫机制，包含分裂。一般认为，压抑的概念同马克思理论中的虚假意识有相同作用。
西方马克思主义在本世纪初有所发展，包括著名的卢卡奇·格奥尔格对虚假意识的分析。官僚制与新教伦理的批判者借鉴了马克斯·韦伯的作品。
批判理论、特别是法兰克福学派相关人物，如特奥多尔·阿多诺、埃里希·弗罗姆等人也借鉴了新马克思主义思想、新弗洛伊德主义及社会学理论，提出了异化理论。一种理论将马克思主义商品化理论用于文化、教育及政党政治理论。社会经济结构、异化心理状态与个人人际关系之间存在联系。1960年代，革命团体情境主义国际开始崭露头角，“情境”或说“景观”旨在强调发达资本主义之外的另一种生活方式，后者被概念化为一种弥漫的“景观”（spectacle），一种掩盖人类生活退化的虚假现实。于尔根·哈贝马斯的《沟通行动理论》强调语言在公共领域的重要作用，认为异化源于市场力量和国家权力的战略主导对理性道德辩论的歪曲。
这种批判方案不同于从更一般社会经济背景中抽离异化问题的传统，或至少接受更一般的社会经济背景本身，并经常将问题归因于个人的不正常或未能适应。
20世纪50、60年代的异化研究高峰期后，人们对异化研究的兴趣逐渐减弱，但在社会学界，国际社会学协会仍在进行异化研究。
1990年代，苏联解体、全球化、信息爆炸、种族意识增强、后现代主义等因素促使人们对异化再次产生浓厚兴趣。Felix Geyer认为，当代世界与后现代主义日渐复杂，促使人们重新诠释符合当代生活环境的异化。20世纪末、21世纪初，Lauren Langman和Devorah Kalekin-Fishman的著作尤其探讨了当代西方世界的异化。

## 特征

### 无力感
西曼将缺乏权力意义上的异化定义为“个人认为，自身行为不能决定所寻求的结果或强化发生的期望或概率”。西曼认为这就是“源于马克思关于资本主义社会中工人境况的观点的异化概念：工人被异化到的程度是特权与决策手段被统治企业家剥夺”。Kalekin-Fishman更简洁地指出：“一个人意识到他想做的事与能做的事之间存在差距时，就会以‘无能为力’的形式遭受异化。”
西曼讨论无力感时还吸收了心理学家朱利安·罗特的见解。罗特区分了内外控倾向，即“（人与人之间或情境之间的）成败归因于外部因素（如运气、机会或强大的对手）的程度和归因于个人技能或特质的程度”。因此，无力感是指个人认为自己没有实现目标的手段。
Geyer最终打破了马克思主义传统，指出“出现了一种新的无力感，其核心问题不再是不自由，而是不能从过多的行为选项中做出选择，且选择的结果往往难以想象”。Geyer将控制论应用于异化理论，写道无力感是延迟的反馈带来的：“环境越复杂，就越晚面对自己行为的潜在后果。由于这种时间差造成的因果关系模糊，行为的奖惩反馈将趋向随机，结果往往是冷漠和异化。”。

### 无意义
西曼定义，（存在的）意义是“个体对所参与事件的理解感”。西曼认为无意义的特点是“对未来行为结果的期望较低”。无力感是指感受到的控制结果的能力，无意义是指感受到的预测结果的能力，这样看来无意义与无力感关系很密切。西曼认为“生活在可理解的世界中这一认识，可能是产生控制预期的一个先决条件；复杂事务的不可知性，则可能导致高度的受外部控制的期望（即高度的无力感）。”
Geyer认为，后现代时代的无意义应得到重新诠释：“随着信息吞吐量的加速增长……无意义不再是能否赋予所收信息以意义的问题，而是能否开发新的扫描机制以收集目标相关的信息、能否找到更有效的选择程序以免被无关信息淹没。”信息过载是当代社会的每个个体都会面对的信息问题，Geyer据此认为问题的关键不再是“无意义”。

### 无规范
无规范（埃米尔·涂尔干称作失范）表示“个人行为的社会规范已瓦解，或不再作为有效的行为准则”的情形。这是说无法认同社会的主流价值观，或者说，无法认同被社会认为是主流的价值观。西曼补充说，“失范”可以以很消极的形式表现出来：“失范……也许可以定义为这样的情形：人们高度期望由不被社会认可的行为实现目标。”
Neal和Collas写到：“无意义部分来自复杂与矛盾的社会规范，当中的个体不能明确社会规范的构成与执行。生活中会经常出现突然的剧变，通常的规范似乎不足以作为行为准则。”1990年代，苏联解体后，发展中国家向发达国家的大规模移民伴随普遍的幻灭感（disillusionment），是大规模失范的表现。

### 社交孤立
社交孤立是指“被从社区分隔的感觉”。Neal和Collas强调现代社会社交孤立的中心性：“虽然社交孤立的形式一般是作为个人压力，但其根源深植于现代社会的社交组织中。随着孤立与原子化不断加深，我们的大部分日常交流将转向与之无现有社会关系的陌生人。”
苏联解体、冷战结束以来，东欧与发展中国家有大量移民前往发达国家。这使得整个社区被连根拔起、背井离乡（uprooted）：不再完全属于祖国，也没有完全融入新的社区。流散文学描写了这些移民的困境，如Hafid Bouazza的《航空邮寄》（Paravion）。

### 政治异化
异化的表现之一是对政治体制的疏离（异化）感与缺乏参与感，可能是由于不认同任何政党，最终导致个体参与革命、改革或政治进程中的弃权（所谓“选民冷漠”，voter apathy）。相似的概念是政治异化，当中工人的心理状态同施行中的政策脱节。

### 自我疏离
自我疏离在社会学中是个难以捉摸的模糊概念。马克思认为自我疏离是社会异化的结果，因而也是社会异化的核心。自我疏离可以定义为“否定自身利益的心理状态，寻求外在而非内在的满足”，可说是一种对自己（的一部分）变得陌生的感觉，或自我认知问题，或本真问题。
西曼认识到界定“自我”固有的问题，而后现代主义尤其质疑精确界定“自我”的可能。进一步说，若自我是由社会关系构成的，那么谈论“自我疏离”而非“社交孤立”是否有意义？Costas和Fleming认为，虽然自我疏离“没有很好地经受后现代对本质主义与经济决定论的指摘”，但若采用雅克·拉康式的自我解读，这一概念仍有价值。也可以将其视作人文主义与反人文主义、结构主义与后结构主义、自然与养育之间自我概念相关论题的一部分。

## 批评
提出“末世内在化”（Immanentize the eschaton）的埃里克·沃格林似乎相当接受异化：
人的境况有其根本的局限，（退一步说）不会感到完全的舒适。但是，感到不满或渴望更完美的东西，这并不是“意识形态”。Voegelin认为，不安、焦虑、沮丧甚至异化等情绪是“合理的”。

Voegelin写道：“人永远处在致命的痛苦中，因为他要认真对待生活，不能忍受无意义的存在。”要反思人类生存条件的局限性并构建意识形态，就必须准备好某种“情绪”，这种情绪是什么呢？它不仅是异化的情绪，而且是反抗的情绪。意识形态涉及存在性真理的积极反抗、构建另一个世界的努力。Voegelin称这种情绪为“属灵病态的”（pneumopathological），这是他在托马斯·谢林那里发现的术语，是一种“与精神疏远”的感觉，强烈到灵魂故意向超验者关闭。
马丁·海德格尔、彼得·斯洛特戴克及最近的Alexander Grau等人也认为存在类似的“异化事实”。